# Mesadactylus
Mesadactylus ('dedo de la meseta') es un género extinto de pterosaurio del Kimmeridgiense al Titoniense en el Jurásico Superior hallado en la formación de Morrison de Colorado, Estados Unidos.  
El género fue nombrado en 1989 por James Jensen y Kevin Padian. La especie tipo es Mesadactylus ornithosphyos. El holotipo es BYU 2024, un sinsacro de siete vértebras sacrales, que ofrece una fusión única de los pterosaurios completa de la espinales en una lámina supraneural, una característica que, como indica el nombre de la especie es más típico de las aves, lo que llevó al principio a Jensen a asignar el fósil a un ave, Paleopteryx.
Restos posteriormente asociados incluyen huesos de los brazos, la cintura escapular, vértebras (incluyendo cervicales y sacrales), y fémures. Material adicional fue descrito en 2004 (incluyendo un neurocráneo parcial) y 2006; en la última publicación, los autores sugirieron que su contemporáneo mayor Kepodactylus podría ser el mismo animal, aunque tenía algunas diferencias menores.
Jensen y Padian clasificaron a Mesadactylus como un pterodactiloide. En 2007 S. Christopher Bennett afirmó que el holotipo y el material referido provenían de formas diferentes y que, aunque la última fuera ciertamente de naturaleza pterodactiloide, el sinsacro pertenece a un miembro de la familia Anurognathidae.